# TSV Handschuhsheim Rugby
Der TSV Handschuhsheim Rugby (TSV Rugby) ist ein Rugbyverein aus dem Heidelberger Stadtteil Handschuhsheim. Die Rugbyabteilung des TSV Handschuhsheim 1886 e. V. spielt in der Ersten Rugby-Bundesliga. Derzeit hat die Abteilung ca. 400 Mitglieder. Neben der 1. Herrenmannschaft hat der TSV eine 2. Mannschaft (Regionalliga Baden-Württemberg), eine Frauenmannschaft (Deutsche 7er Liga), eine Alte-Herren-Mannschaft sowie Kinder- und Jugendmannschaften in allen Altersklassen.

## Geschichte
Die „Fachschaft Rugby“ des TSV Handschuhsheim wurde am 27. Juli 1949 im Gasthof „Zum Ritter“ im Heidelberger Stadtteil Handschuhsheim gegründet. Das erste Spiel wurde am 25. September 1949 gegen den Heidelberger TV ausgetragen und endete mit einem 19:8-Sieg für Handschuhsheim. In den 1950er Jahren etablierte sich die Mannschaft und zog vier Mal in das Endspiel um die deutsche Meisterschaft ein. Am 19. Mai 1957 gelang es dem TSV mit einem 6:3-Sieg über den SC Elite Hannover die bisher einzige deutsche Meisterschaft der Vereinsgeschichte zu erringen. Am 23. September 1956 wurde der Rugbyplatz am Neckarfeld, der heute Trainingsplatz der Rugbyabteilung ist, mit einem Spiel gegen Viktoria Hannover eingeweiht. Der Umkleideraum wurde Anfang der 1960er Jahre erweitert und aufgestockt, so dass ein Clubhaus mit Wirtschaftsbetrieb geschaffen wurde. Die erste Mannschaft gehörte auch in den 1960er Jahren zu den besten Rugbymannschaften Deutschlands. In diesem Zeitraum etablierte der TSV mehrere Jugendmannschaften, die in Baden-Württemberg am Spielbetrieb teilnahmen. Dieser Jugendarbeit trug dann in den 1970er Jahren Früchte, als der TSV Handschuhsheim 1978 eines seiner sportlich erfolgreichsten Jahre feierte: es gelang die Vizemeisterschaft und den Vize-Pokalsieg zu erringen. Aufgrund einer überalterten Mannschaft stieg der TSV in den 1980er Jahren mehrere Male aus der 1. Bundesliga ab. Als Reaktion darauf wurde wieder verstärkt auf die Jugendarbeit gesetzt, die in den 1990er Jahren zu den ersten deutschen Schüler- und Jugendmeistertiteln führte. Seit Ende der 1990er Jahre etablierte sich die Mannschaft in der 1. Bundesliga.

## Erfolge
Der TSV Rugby konnte bisher folgende Erfolge erzielen:
- Deutscher Meister: 1957
- Deutscher Vizemeister: 1953, 1955, 1956, 1960, 1963, 1968, 1978, 2005, 2019, 2022
- Deutscher 7er-Meister: 2004
- DRV-Pokalsieger: 2005, 2008, 2013
- Ligapokalsieger: 2006, 2007, 2010, 2015, 2016

## Saisonergebnisse seit 1999
| Saison    | Liga                | Platzierung               | Trainer / Cotrainer                                                |
| --------- | ------------------- | ------------------------- | ------------------------------------------------------------------ |
| 1998/1999 | Qualifikationsrunde | 1. Platz                  | Mathias Bechtel                                                    |
| 1999/2000 | 1. Bundesliga       | 6. Platz                  | Thomas Leimert / Jörg Becker                                       |
| 2000/2001 | Meisterrunde        | 6. Platz                  | Thomas Leimert / Jörg Becker                                       |
| 2001/2002 | 1. Bundesliga       | 4. Platz                  | Thomas Leimert / Jörg Becker                                       |
| 2002/2003 | 1. Bundesliga       | 5. Platz                  | Eric Daniel                                                        |
| 2003/2004 | 1. Bundesliga       | 4. Platz                  | Eric Daniel                                                        |
| 2004/2005 | 1. Bundesliga       | 2. Platz, Vizemeister     | Eric Daniel                                                        |
| 2005/2006 | 1. Bundesliga       | 4. Platz                  | Mathias Bechtel                                                    |
| 2006/2007 | 1. Bundesliga       | 6. Platz                  | Mathias Bechtel                                                    |
| 2007/2008 | 1. Bundesliga       | 3. Platz                  | Mathias Bechtel, Günter Strässer                                   |
| 2008/2009 | 1. Bundesliga       | 6. Platz                  | Günter Strässer                                                    |
| 2009/2010 | 1. Bundesliga       | 3. Platz, Halbfinale      | Jan Ceselka                                                        |
| 2010/2011 | 1. Bundesliga       | 3. Platz, Halbfinale      | Jan Ceselka                                                        |
| 2011/2012 | 1. Bundesliga       | 5. Platz                  | Jan Ceselka / Uwe Jansen                                           |
| 2012/2013 | DRV-Pokalrunde      | 1. Platz, Pokalsieger     | Uwe Jansen / Jan Ceselka                                           |
| 2013/2014 | Meisterrunde        | 6. Platz, Viertelfinale   | Alexander Pipa / Frank Genthner, Nico Strohmeier                   |
| 2014/2015 | Meisterrunde        | 5. Platz, Viertelfinale   | Peter Ianusevici (sportl. Berater) / Alexander Hug, Jens Schmidt   |
| 2015/2016 | 1. Bundesliga Süd   | 5. Platz                  | Peter Ianusevici (sportl. Berater) / Alexander Hug, Jens Schmidt   |
| 2016/2017 | 1. Bundesliga Süd   | 4. Platz                  | Peter Ianusevici (sportl. Berater) / Alexander Hug, Jens Schmidt   |
| 2017/2018 | 1. Bundesliga Süd   | 5. Platz                  | Gordon Hanlon                                                      |
| 2018/2019 | 1. Bundesliga Süd   | 2. Platz, Vizemeister     | Gordon Hanlon                                                      |
| 2019/2020 | 1. Bundesliga Süd   | 2. Platz (Saisonabbruch)  | Mark Kuhlmann / Christopher Weselek                                |
| 2020/2021 | 1. Bundesliga Süd   | --- kein Spielbetrieb --- | Jacobus Otto, Maxwell Stelling (beide Spielertrainer)              |
| 2021/2022 | 1. Bundesliga Süd   | 2. Platz, Vizemeister     | Jacobus Otto, Maxwell Stelling (beide Spielertrainer)              |
| 2022/2023 | 1. Bundesliga Süd   | 3. Platz, Halbfinale      | Jacobus Otto, Maxwell Stelling (beide Spielertrainer)              |
| 2023/2024 | 1. Bundesliga Süd   | 3. Platz, Halbfinale      | Jacobus Otto, Maxwell Stelling (beide Spielertrainer)              |
| 2024/2025 | 1. Bundesliga Süd   | 2. Platz Vizemeister      | Jacobus Otto, Mondli Nkosi (beide Spielertrainer), Lukas Rosenthal |

## Nationalspieler

### Ehemalige deutsche Nationalspieler (15er Rugby)
Jens Schmidt (42 Länderspiele), Peter Heller (35), Alexander Hug (27), Alexander Pipa (22), Hans-Joachim Schmitt (18), Sebastien Chaule (17), Mathias Pipa (15), Manfred Friedel (14), Kuno Birk (13), Dieter Schröder (10), Otto Haas (9), Heiner Baumann (7), Arno Blesch (6), Hans Kücherer (6), Helmut Schmitt (6), Henning Geierhaas (5), Steffen Horwath (5), Werner Ohlheiser (4), Holger Jordan (4), Helmut Kücherer (3), Andreas Lorenz (3), Sven Wetzel (3), Erwin Birk (2), Gustav Dörzbacher (2), Dietmar Frank (2), Daniel Bung (2), Frank Dörsam (1), Thomas Müller (1), Felix Bayer (1), Eden Syme, Lukas Rosenthal, Marcus Bender, Jacobus Otto, Christopher Korn, Felix Martel, Paul Schüle Nikolai Klewinghaus

### Aktuelle deutsche Nationalspieler
Justin Renc, Tim Frauenfeld

### Andere Länder
Marcello „Tuko“ Audibert-Arias (Chile), Ali Sürer (Türkei), Firas El-Chami (Libanon)

## Kooperationen

### Vereine
Der TSV pflegt, besonders in der Jugendabteilung, einen regelmäßigen Austausch mit dem Moseley RFC (Birmingham, England) und dem RC Vichy (Frankreich).

### Schulen
Im Rahmen des Projektes „Kooperation Schule – Verein“ bieten Trainer des TSV eine Rugby-AG an verschiedenen Schulen im Rhein-Neckar-Kreis an. Zu diesen gehörten u. a. die Tiefburg-Grundschule, die Heiligenbergschule (alle Heidelberg), die Kurpfalzschule und die Neubergschule (beide Dossenheim).

## Trivia
Die Rugbymannschaft nennt sich „Die Löwen“. Der Name nimmt Bezug auf die überlieferte Geschichte des „Hensemer Löb“:
Als Handschuhsheim noch ein reines Bauerndorf war, hörten die Bauern eines Tages auf ihren Feldern ein bedrohliches Geräusch, das wie das Brüllen eines Löwen klang. Das konnte nur eine aus dem Heidelberger Tiergarten entwichene Raubkatze sein. Die Bauern zogen daraufhin mit Dreschflegeln und Sensen bewaffnet aus, den Löwen zu fangen. Doch sie staunten nicht schlecht, als sich das vermeintliche Löwengebrüll als das Signal des ersten Dampfschleppers (1878) auf dem Neckar entpuppte, der mit seinem Schiffshorn die freudige Begrüßung der staunenden Anwohner erwiderte. Die Bewohner Handschuhsheims tragen seither den Namen „die Löwen“.
Der Rugbymannschaft wurde eine inoffizielle fünfte Strophe der „Hymne“ Handschuhsheims, (Lob auf Handschuhsheim) gewidmet:

„In Handschuhsheim, man spielt auch Rugby,

den wohl allerschönsten Sport.

Die Hendsmer Löwen geben alles

für ihren heißgeliebten Ort.

Selbst nach Niederlagen frohgemut,

haben Freunde in aller Welt,

kämpft die Mannschaft für Sieg und Freude

und für Ehre, nicht für Geld!“